# سیارک ۱۰۵۵۸
سیارک ۱۰۵۵۸ (به انگلیسی: 10558 Karlstad، نامگذاری:1993RB7) ده هزار و پانصد و پنجاه و هشتمین سیارک کشف شده‌است که در ۱۵ سپتامبر ۱۹۹۳ کشف شد.
قدر مطلق سیارک برابر ۱۴٫۴۰ است.